# Coppa Svizzera 2015-2016 (calcio femminile)
La Coppa Svizzera 2015-2016 è stata la 40ª edizione della manifestazione calcistica. È iniziata il 29 agosto 2015 e si è conclusa il 16 maggio 2016.

## Primo turno
Giocate sabato 29 agosto 2015.
| Squadra 1         | Risultato | Squadra 2          |
| ----------------- | --------- | ------------------ |
| Blue Stars Zurigo | 5 - 1     | Weinfelden-Bürglen |
| Stade Nyonnais    | 8 - 0     | Team Grauholz      |
| Sissach           | 0 - 12    | Therwil            |
| Altstetten        | 1 - 3     | San Gallo          |
| Zurigo Seebach    | 2 - 1     | Rapperswil-Jona    |
| Balerna           | 1 - 7     | Derendingen        |
| Gossau            | 0 - 3     | Neunkirch          |
| Meisterschwanden  | 0 - 10    | Baar               |
| Erlinsbach        | 8 - 1     | Malters/Wolhusen   |
| Ascona            | 0 - 4     | Küssnacht a/Rigi   |
| Lucerna           | 4 - 0     | Gambarogno         |

Giocate domenica 30 agosto 2015.
| Squadra 1                   | Risultato          | Squadra 2            |
| --------------------------- | ------------------ | -------------------- |
| Kirchberg                   | 5 - 1              | Sion                 |
| Widnau                      | 1 - 5              | Grasshopper          |
| Niederbipp                  | 0 - 9              | Lugano 1976          |
| Oerlikon/Polizei            | 0 - 7              | Schlieren            |
| Bühler                      | 5 - 3              | Amriswil             |
| Courgevaux                  | 2 - 7              | Yverdon              |
| Kloten                      | 4 - 3              | Neckerthal-Bütschwil |
| Sempach                     | 4 - 3 (2-2 d.t.s.) | Stans-Engelberg      |
| Baden                       | 0 - 4              | Schwyz               |
| Vuisternens/Mézières        | 4 - 1              | Walperswil           |
| Bremgarten                  | 0 - 7              | Lucerna              |
| Windisch                    | 1 - 5              | Aarau                |
| Grosshöchstetten-Schlosswil | 0 - 10             | Aïre-le-Lignon       |
| Old Boys                    | 2 - 1              | Femina Kickers Worb  |
| Neuchâtel Xamax             | 0 - 6              | Chênois              |
| Givisiez                    | 0 - 17             | Basilea              |
| Losanna                     | 0 - 13             | Young Boys           |
| Signal Bernex-Confignon     | 0 - 14             | Thun Berner-Oberland |
| Oberemmental 05             | 1 - 2              | Termen/Ried-Brig     |
| Eschenbach                  | 2 - 4              | Staad                |

## Secondo turno
Giocate sabato 3 ottobre 2015.
| Squadra 1        | Risultato | Squadra 2            |
| ---------------- | --------- | -------------------- |
| Termen/Ried-Brig | 0 - 13    | Zurigo               |
| Derendingen      | 2 - 1     | Thun Berner-Oberland |
| Stade Nyonnais   | 0 - 7     | Aïre-le-Lignon       |
| Schwyz           | 0 - 2     | Staad                |
| Baar             | 0 - 3     | Neunkirch            |
| Küssnacht a/Rigi | 3 - 7     | Aarau                |
| Erlinsbach       | 2 - 3     | Grasshopper          |

Giocate domenica 4 ottobre 2015.
| Squadra 1            | Risultato | Squadra 2      |
| -------------------- | --------- | -------------- |
| Kirchberg            | 1 - 3     | Zurigo Seebach |
| Schlieren            | 0 - 1     | Lucerna        |
| Chênois              | 3 - 7     | Lugano 1976    |
| Sempach              | 0 - 7     | Yverdon        |
| Bühler               | 4 - 2     | San Gallo      |
| Vuisternens/Mézières | 7 - 1     | Old Boys       |
| Kloten               | 4 - 7     | Therwil        |
| Lucerna              | 0 - 9     | Basilea        |
| Blue Stars           | 0 - 5     | Young Boys     |

## Ottavi di finale
Giocate sabato 7 e domenica 8 novembre 2015.
| Squadra 1            | Risultato                   | Squadra 2    |
| -------------------- | --------------------------- | ------------ |
| Young Boys           | 1 - 2                       | Zurigo       |
| Vuisternens/Mézières | 1 - 2                       | Staad        |
| Zurigo Seebach       | 0 - 6                       | Basilea 1893 |
| Aarau                | 0 - 3                       | Neunkirch    |
| Therwil              | 0 - 3                       | Grasshopper  |
| Bühler               | 1 - 2                       | Yverdon      |
| Lugano 1976          | 1 - 0                       | Lucerna      |
| Aïre-le-Lignon       | 9 - 8 (d.c.r.) (3-3 d.t.s.) | Derendingen  |

## Quarti di finale
Giocate tutte sabato 27 febbraio 2016.
| Squadra 1      | Risultato | Squadra 2   |
| -------------- | --------- | ----------- |
| Lugano 1976    | 0 - 4     | Zurigo      |
| Yverdon        | 5 - 2     | Staad       |
| Basilea 1893   | 3 - 1     | Grasshopper |
| Aïre-le-Lignon | 1 - 14    | Neunkirch   |

## Semifinali
Giocate entrambe lunedì 28 marzo 2016.
| Squadra 1    | Risultato          | Squadra 2 |
| ------------ | ------------------ | --------- |
| Basilea 1893 | 2 - 3 (1-1 d.t.s.) | Neunkirch |
| Yverdon      | 0 - 2              | Zurigo    |

## Finale
| Squadra 1 | Risultato | Squadra 2 |
| --------- | --------- | --------- |
| Neunkirch | 0 - 2     | Zurigo    |

| Arbitro: | ??? |

| |            | |
| | Marcatori  | 46’ Deplazes 81’ Mauron |
| Bruderer (Leusch 90'+2') Rodrigues Amaral Mendes Chambers Tieber (Pietrangelo 77') Fecková Jackson Maendly Ondrušová Lagonia (Simone 85') Bunter | Formazioni | · Friedli · Terchoun (61' Bernet) · Keller · Fischer · Kuster · Duncan 27’ · Gut · Müller (86' Willi) · Mauron · Humm · Deplazes (76' Lienhard) |
| Dracić | Allenatori | Tsawa |